# Kriegerdenkmal Aldrans

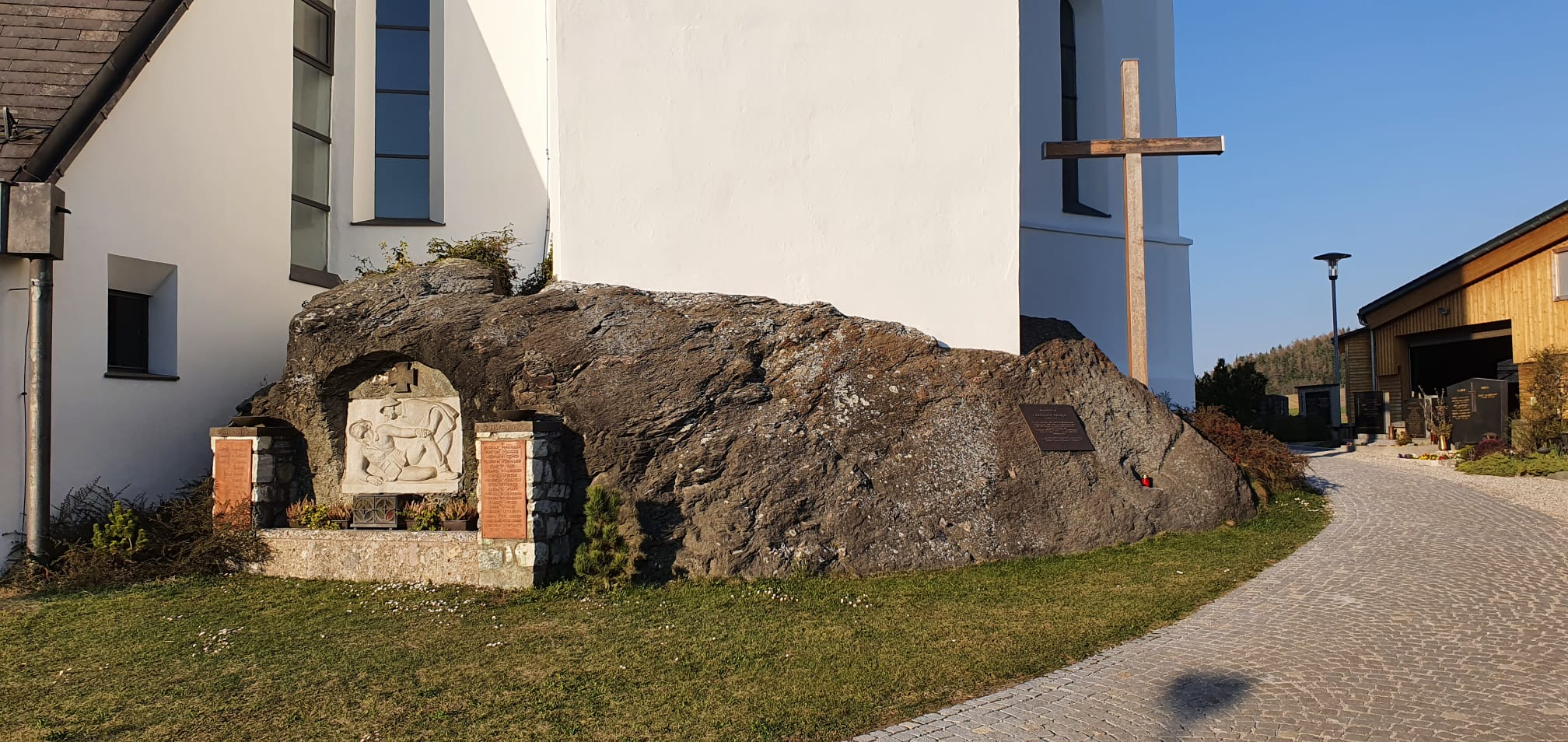
Die Erinnerungsstätte (2022)

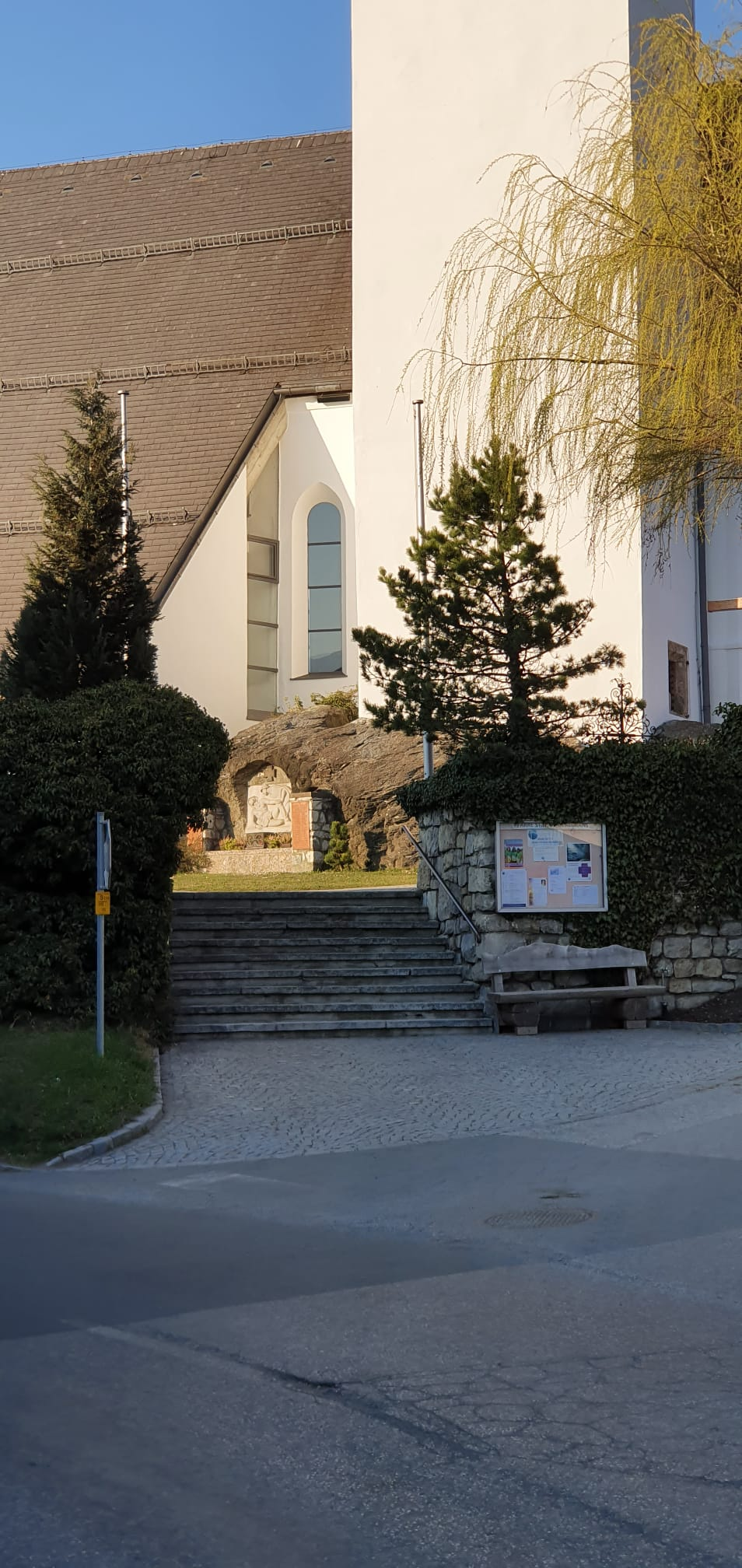
Blick von der Haller Straße auf die Kirche und das Kriegerdenkmal

Das Kriegerdenkmal in der Gemeinde Aldrans (Tirol, Österreich) ist ein nach 1950 errichtetes Kriegsdenkmal. Es ist den Gefallenen bzw. Vermissten des Ersten Weltkriegs und des Zweiten Weltkriegs gewidmet. Das Kriegerdenkmal ist in den Tiroler Kunstkataster eingetragen.

## Lage
Das Kriegerdenkmal befindet sich bei der Pfarrkirche Aldrans an der südwestlichen Außenseite in der Höhe des Chors. Beim Kriegerdenkmal ist ein schlichtes Holzkreuz aufgestellt und es führt ein Gehweg vorbei.

## Ausführung
Für das von Emmerich Kerle (1916–2010) geschaffene Relief wurde in einen hier zuvor befindlichen gewachsenen Felsen eine Nische gehauen. Auf diesem Felsen ist auch ein Teil des Kirchturms aufgebaut.
Links und rechts der Nische wurden zwei Sockel aus Naturstein aufgemauert. Der linke Sockel trägt auf einer Bronze-Metalltafel die zwölf Namen und das jeweilige Datum der im Ersten Weltkrieg gefallenen bzw. vermissten und der rechte Sockel dieselben Daten der 19 im Zweiten Weltkrieg gefallenen bzw. vermissten Soldaten, die aus Aldrans stammten. Durch diese namentliche Aufzählung der Gefallenen bzw. Vermissten hat das Kriegerdenkmal auch den Charakter eines Kenotaphs. Abgeschlossen werden die beiden Sockel nach oben von je einer homogenen dunkelgrauen Platte, auf der sich je eine Feuerschale befinden. Beide Sockel werden durch einen Riegel verbunden, auf welchem Blumen und Kerzen stehen.
Das in der Nische befindliche klassizierende Halbrelief aus Marmor von Emmerich Kerle zeigt einen sterbenden Soldaten aus der Wehrmacht, dem ein anderer Wehrmachtssoldat beisteht.
Oberhalb der Gedenktafeln ist ein Kreuz eingehauen. Dieses ist angelehnt an die Form des Eisernen Kreuzes, wie es Friedrich Wilhelm III. 1813 entworfen hat.
Während das Kriegerdenkmal aufgrund eines Aufgangs zum Kirchhügel von der Haller Straße (L 38) sehr gut erkennbar ist, wird die Gedenktafel an Christoph Probst erst nach Betreten der Kirchenumfriedung sichtbar.

## Gedenktafel für Christoph Probst

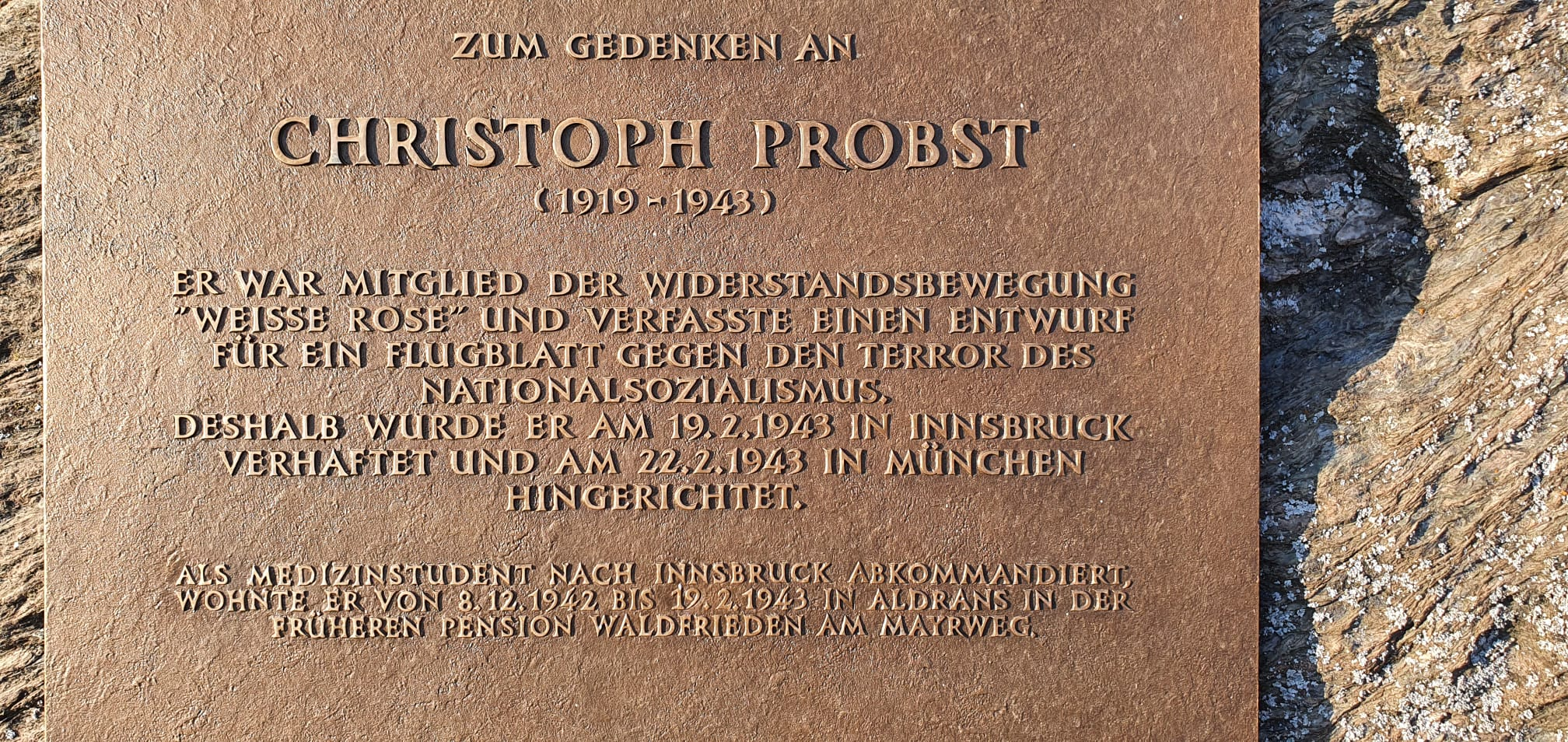
Gedenktafel (2022)

Der Gemeinderat von Aldrans mit dem damaligen Bürgermeister Adolf (Adi) Donnemiller hat auf Initiative von Brigitte Lutz und Karl Schmutzhard einstimmig beschlossen, dem Widerstandskämpfer Christoph Probst (Weiße Rose) 2013 anlässlich des 70. Todestages (Ermordung durch staatlich angeordnete Hinrichtung) eine Gedenktafel an der Pfarrkirche an diesem Felsen zu widmen. Am 19. Oktober 2013 wurde die Gedenktafel im Beisein von Angehörigen der Familie Probst feierlich eingeweiht. Den Text der Gedenktafel haben Brigitte Lutz und Karl Schmutzhard entworfen. Die Gedenktafel wurde bei der Glockengießerei Grassmayr in Innsbruck hergestellt.
Die Pfarrkirche, das Kriegerdenkmal und diese Gedenktafel an einen Widerstandskämpfer bilden bewusst eine symbolische Einheit, und deshalb ist der Felsen seit 2013 eine Erinnerungsstätte an die Opfer des Nationalsozialismus (sowohl der Soldaten wie der Widerstandskämpfer).